# Baruchowo (gmina)
Baruchowo est une gmina rurale du powiat de Włocławek, Cujavie-Poméranie, dans le centre-nord de la Pologne. Son siège est le village de Baruchowo, qui se situe environ 23 km au sud-est de Włocławek et 75 km au sud-est de Toruń.
La gmina couvre une superficie de 107,05 km2 pour une population de 3 644 habitants.

## Géographie
La gmina est bordée par les gminy de Gostynin, Kutno, Łanięta, Oporów et Szczawin Kościelny.